# Eldad und Medad
Eldad und Medad waren zwei Männer, die laut biblischem Bericht im 4. Buch Mose während der Einsegnung der Siebzig parallel dazu ebenfalls, vom Geist Gottes erfüllt, prophetisch redeten.

## Biblischer Bericht
Im 11. Kapitel des 4. Buch Mose wird über Unzufriedenheit unter den Israeliten in der Zeit der Wanderung des Volks Israel nach dem Auszug aus Ägypten berichtet. Insbesondere die Speisung allein durch Manna erregte den Unmut. In dieser Lage bat Mose den HERRN, dass dieser ihm Hilfe zur Seite stelle, woraufhin Gott ihn anwies 70 Männer aus den Ältesten Israels zu sammeln. Dieser Siebziger-Kreis sollten als Amtsleute dienen und Mose unterstützen. Dazu sollte Mose sie vor die Stiftshütte führen, wo Gott ihnen Anteil an dem Geist gab, der auch auf Mose lag.
Eldad und Medad gehörten nicht zum Kreis der 70 und waren auch nicht mit diesen aus dem Lager zur Stiftshütte gegangen. Dennoch kam der Geist auch über sie, so dass sie prophetisch redeten. Als dies Mose berichtet wurde, forderte ihn Josua zunächst auf dagegen einzuschreiten. Mose hingegen brachte seinen Wunsch zum Ausdruck, dass der HERR seinen Geist über das ganze Volk kommen lasse (Numeri 11,26–29 ).

## Interpretation
Das Wirken des Geistes drückt sich in einer „Verzückung“ (d. h. einer Art Ekstase) aus. Dies ist auch von den Prophetengemeinschaften aus Israels Frühzeit bekannt, die zeitlich jedoch nach der Zeit Moses auftraten (vergleiche z. B. 1. Sam 10,5 ). Dieses ekstatische Prophetentum erfährt mittels der Verteidigung durch Mose eine Legitimation. Diese Art der Prophetie kann sich damit im gewissen Umfang, wie das Priestertum, auf Mose zurückführen.